# Xbox Network
Xbox Network, anteriormente llamada Xbox Live (en algunos países abreviado XBL y XBN, respectivamente), es el servicio de videojuegos en línea de Microsoft que da soporte a los videojuegos multijugador de sus videoconsolas Xbox Series X|S, Xbox One, Xbox 360 y Xbox, además de las plataformas para el sistema operativo Microsoft Windows (Games for Windows  Live) y Windows Phone. El servicio "Silver" es gratuito y el "Gold" tiene un costo de suscripción. Los contenidos son pagados aparte. El servicio fue lanzado el 15 de noviembre de 2002, obteniendo un gran éxito en su estreno. Actualmente tiene más de 90 millones de usuarios inscritos y está disponible en varios idiomas.

## Historia
SEGA fue una de las primeras compañías en intentar capitalizar el creciente mercado de juego en línea al lanzar su videoconsola Dreamcast en 1999, la cual ya incluía un soporte en línea. Sin embargo, en aquella época los servicios de Internet eran demasiado limitados a nivel mundial y no se contaba con los servicios de banda ancha actuales. La Dreamcast utilizaba conexiones vía telefónica para dar el servicio de juego en línea, de manera que el sistema incluía un módem. A medida que fueron proliferando los servicios de banda ancha, la Dreamcast dispuso de un adaptador de red. La innovación del juego de línea que proponía Sega no fue la suficiente para conquistar el mercado de videoconsolas. Al principio, Sony con su PlayStation 2 y Nintendo con su GameCube no prestaron atención al juego en línea como si lo hizo Sega, pero tiempo después, tanto Nintendo como Sony decidieron entrar al juego en línea por medio de periféricos y nuevas versiones de videoconsolas. Cuando Microsoft incursionó en el mercado de videoconsolas, Sony empezó a mostrar interés en el juego en línea como algo indispensable.
Microsoft esperaba tener éxito en el juego en línea donde la Dreamcast tuvo poco éxito. La empresa determinó que ciertos requisitos eran necesarios para obtener buenos resultados, como por ejemplo disponer de una conexión de banda ancha y una unidad de almacenamiento (disco duro), los cuales son características típicas de una computadora personal.
El Xbox Network (anteriormente Xbox Live) fue lanzado el 15 de noviembre de 2002  y cuando salió Xbox 360 fue lanzado de nuevo el 22 de noviembre de 2005 con algunos cambios y mejoras, incluyendo el nuevo Bazar Xbox Network y los nuevos juegos de Xbox Network Arcade.
El servicio en línea de Xbox Network (anteriormente Xbox Live) fue descontinuado de la consola Xbox original el 19 de abril de 2010 para dar total atención al servicio en Xbox 360 y comenzar a trabajar en la versión de Xbox One.
Jugar online en Xbox Classic vuelve a ser posible con el servidor de sustitución llamado Insignia.
En el futuro Microsoft tiene planeado lanzar una nueva versión de Xbox Network que mejorará los servicios en línea e introducirá contenido adicional, tanto de juegos como de aplicaciones.
El 22 de marzo de 2021, se anunció el cambio de nombre, a Xbox Network, siendo su nombre definitivo.

## Características
Xbox Network se caracteriza por tener distintas funciones en cuanto al servicio.
A continuación algunas de estas características:
- Chat de voz en vivo
- Contenido descargable ya sea de pago o gratis.
- Multijugador en línea
- Almacenamiento de datos en la nube
- Compra de juegos completos y demos gratuitas
- Juegos arcade
- Uso de aplicaciones externas como YouTube, Internet Explorer, Netflix, Groove Música, Crackle, etc.

Con el lanzamiento de Xbox Network en Xbox 360, Xbox Network sufrió algunos cambios. El más notable fue la creación de dos tipos de cuentas, llamadas Silver y Gold. Xbox LIVE Silver es gratis para todos los jugadores de Xbox 360. Aunque no tiene la opción para el juego en línea, en la cuenta Silver todavía se puede tener acceso a otras características como lista de amigos, mensajes en línea y acceso al Bazar Xbox Network. Xbox LIVE Gold, que requiere suscripción mensual, trimestral o anual permite tener acceso a todas las opciones en línea de Xbox LIVE.
Opciones de Xbox Network:
- Gamertags para la identificación del usuario.
- Avatares, o imágenes del usuario, para caracterizar el perfil.
- Lemas o frases de usuario para mayor caracterización del usuario.
- Zonas de juego que representan el estilo del usuario (Diversión, Experto, Familiar, Underground).
- Disponibilidad de modificar tu gamertag por 800 Microsoft Points.
- Las puntuaciones o logros son guardados para así poder compararlos con amigos y otros usuarios.
- La posibilidad de obtener una "puntuación de reputación" el cual es votado por otros jugadores.
- Puntajes de juego los cuales son el total del logro obtenido por el jugador.
- Lista de amigos, la cual está organizada de modo que muestra los amigos jugadores del usuario.
- Lista de jugadores recientes, la cual muestra los 50 últimos usuarios que han jugado.
- Contenido Bazar Xbox Live.
- Modo Multijugador.

Además, a partir del 7 de mayo de 2007 Xbox Network cuenta con la integración de Windows Live Messenger. A partir del 17 de mayo de 2007 Xbox Network solo puede ser usado por consolas genuinas y sin modificaciones en el lector(hombrews o pirateo) con el firmware modificado. De lo contrario el usuario se arriesga a ser expulsado.

### Xbox Live Arcade
Xbox Live Arcade' es una división de Xbox Network que se especializa en juegos Indie o juegos que suelen ser más simples que los normales.

### Gamertag
El Gamertag es el nombre universal de un jugador en la Xbox Network. Un Gamertag debe ser único y puede ser de hasta 15 caracteres de longitud el nombre. Utilizando un Gamertag, cualquier jugador recibe mensajes en vivo. También hay varios sitios web que permiten a los usuarios con Gamertags, subir fotos y la información sobre ellos mismos. Los Gamertags pueden ser cambiados usando un servicio premium en la consola Xbox 360 (por un precio de 800 Microsoft Points), una consola puede abarcar 4 cuentas.
Un jugador con su cuenta Gamertag puede verificar su estatus mediante algunas herramientas que están en línea, esto es especialmente útil cuando se busca un nuevo gamertag, o confirmar un Gamertag existente.
Para facilitar la creación de nombres de usuario únicos y creativos, existen herramientas en línea conocidas como generadores de nombres o "nickname generators". Estas herramientas combinan palabras, números y símbolos para sugerir nombres que suelen estar disponibles en plataformas digitales, videojuegos o redes sociales. Son especialmente útiles cuando el nombre deseado ya está en uso o cuando el usuario busca inspiración.
El Gamertag es utilizado en una variedad de dispositivos y plataformas vinculados con la cuenta de Microsoft, incluyendo la consola Xbox original, Xbox 360, Xbox One, Windows - Live, Zune, Windows Phone y el Club de Creadores de 

## Generadores de nombres de usuario
Para facilitar la creación de nombres de usuario únicos y creativos, existen herramientas en línea conocidas como generadores de nombres o "nickname generators". Estas herramientas combinan palabras, números y símbolos para sugerir nombres que suelen estar disponibles en plataformas digitales, videojuegos o redes sociales. Son especialmente útiles cuando el nombre deseado ya está en uso o cuando el usuario busca inspiración.
Los Gamertags también contienen imágenes del avatar (o "imágenes de jugador "), a menudo se asocian, con ciertos juegos o caracteres de juegos. Cada imagen de jugador tiene un costo entre 15 o 20 Microsoft Points, pero generalmente un paquete contiene 4 o 5 imágenes de jugador cuyo precio total es de 80 Microsoft Points, mientras los paquetes de 10 imágenes de jugador cuestan 150.

### Avatares
El 19 de noviembre de 2008 Microsoft libera una actualización para la Xbox 360, conocida como la "Nueva Experiencia Xbox" (en inglés New Xbox Experience o NXE). La característica principal de NXE es la creación de avatares. De manera similar a lo que ofrece Nintendo con sus "Mii", dichos avatares son una representación virtual y "caricaturizada" del usuario en Xbox Network. Aunque son personalizables por el propio usuario, su apariencia "cartoon" impide que se vea como una fiel representación del jugador asociado a ella, algo que Sony intento con los personajes virtuales en su 'Home', algo que no fue tan popular como los Mii o los Avatar, llevando el servicio Home a la descontinuacion.
Si bien existen juegos como el arcade UNO, que fueron ideados para ser usados con los avatares y también existen juegos creados por la propia Microsoft para el Xbox Network, la utilización de avatares no es un valor agregado determinante en ningún juego hasta la fecha (Véase Guitar Hero 5). Con la actualización del 12 de agosto de 2009, los avatares tienen disponible un bazar de ropa y complementos a cambio de Microsoft Points. También se han implementado los premios, que son un tipo de recompensa (ropa, un tema, una imagen de jugador...) a cambio de desbloquear logros en determinados juegos.

### Gamercard
Gamercard es un panel de información para analizar el perfil de usuario de la Xbox Network de Microsoft. Las piezas de información sobre una Gamercard incluyen:
- Gamertag
- Reputación
- Gamerscore
- Gamer Zone
- País o Región
- Los últimos videojuegos utilizados
- Nombre
- Ubicación
- Biografía

Un jugador con su Gamercard puede ser visto a través de la Xbox 360 Dashboard, o en línea a través de la Xbox.com. Varios sitios de terceros, como MyGamerCard.net, permiten a los usuarios publicar una versión de sus prestados Gamercard como un pequeño Flash o applet imagen JPEG en cualquier sitio web
Hay cuatro Gamer Zones; "Recreación" para los jugadores casuales, "Familia" es para la familia y amigos (sin profanidad, etc), "Pro" es para jugadores competitivos quienes disfrutan un desafío, y underground es para los juegos de azar donde no hay limitaciones (Siempre y cuando no viole las condiciones de uso de la Xbox Network).

### Windows Live Messenger
Windows Live Messenger permite el envío de mensajes entre los usuarios de Xbox Network, computadoras personales y dispositivos móviles con sistema operativo Microsoft Windows. Se puede chatear con un máximo de 6 personas al mismo tiempo, mientras se juega, escucha música o se ve alguna película. Esto completa el servicio de chat de voz y video de Xbox Network. Los usuarios pueden ver de un vistazo si su contactos existentes en Windows Live Messenger tienen Gamertags. A partir de la actualización del dashboard, el 4 de diciembre de 2007, Windows Live Messenger en Xbox Network está disponible para cuentas de usuarios menores de edad. El 4 de septiembre de 2007, Microsoft lanzó el "Xbox 360 Messenger Kit", un pequeño teclado QWERTY que se conecta directamente al mando del Xbox 360; este proporciona la habilidad de responder los mensajes directamente y volver al juego o película de inmediato.

### Contenido Descargable (DLC)
El contenido Descargable mayormente conocido como DLC (por sus siglas en inglés DownLoadable Content) es contenido adicional que se agrega al juego para darle nuevas características. Entre estas características se encuentran las siguientes:
- Mapas nuevos
- Personajes nuevos
- Misiones nuevas
- Autos nuevos
- Historia nueva
- Armas nuevas (etc.)

El contenido descargable en la mayoría de los casos es de paga y es opcional, pero en otros casos este es gratuito y es requerido para poder jugar el juego mientras se está conectado a Xbox Network, como por ejemplo Grand Theft Auto Online.

### Almacenamiento en la Nube
El almacenamiento en la nube es un servicio exclusivo de los miembros Gold en Xbox 360, mientras que en Xbox One es gratuito.
Este servicio es utilizado para guardar datos de guardado de juegos en los servidores de Microsoft para así liberar espacio en los dispositivos físicos de la consola o para llevar tus partidas guardadas donde sea.
Si la membresía es Silver en la Xbox 360 el servicio estará desactivado o deshabilitado.
El espacio ofrecido por jugador es de 2 GB.
Este servicio no se puede usar para guardar contenido descargable (DLC) o juegos completos.

### Lista de Amigos
La lista de amigos de Xbox Network es, como su nombre lo indica, una lista en donde se pueden visualizar los amigos registrados con la cuenta de Xbox Network y además visualizar que actividad se encuentra haciendo como Jugar o estar usando una aplicación.
Desde esta lista se pueden invitar amigos a una Xbox Network Party, o a jugar un juego e incluso se puede comparar los logros de los juegos.

## Disponibilidad
Xbox Network está disponible desde el 16 de diciembre de 2017, en los siguientes 40 estado soberanos (países) y 2 territorios (Taiwán y Hong Kong) con servicio oficial, es decir, con su propio sistema y servicio, (aun así, puede usarse en cualquier país y territorio, dependiendo si se cuenta con el sistema de pago disponible, incluyendo la región de alguno de los disponibles, aun así si en la cuenta se especifica uno de estos)
El servicio está disponible actualmente para Xbox 360 y Xbox One y desde noviembre de 2020 está disponible para la Xbox Series X y S, aun así está disponible para los siguientes países con servicio oficial:

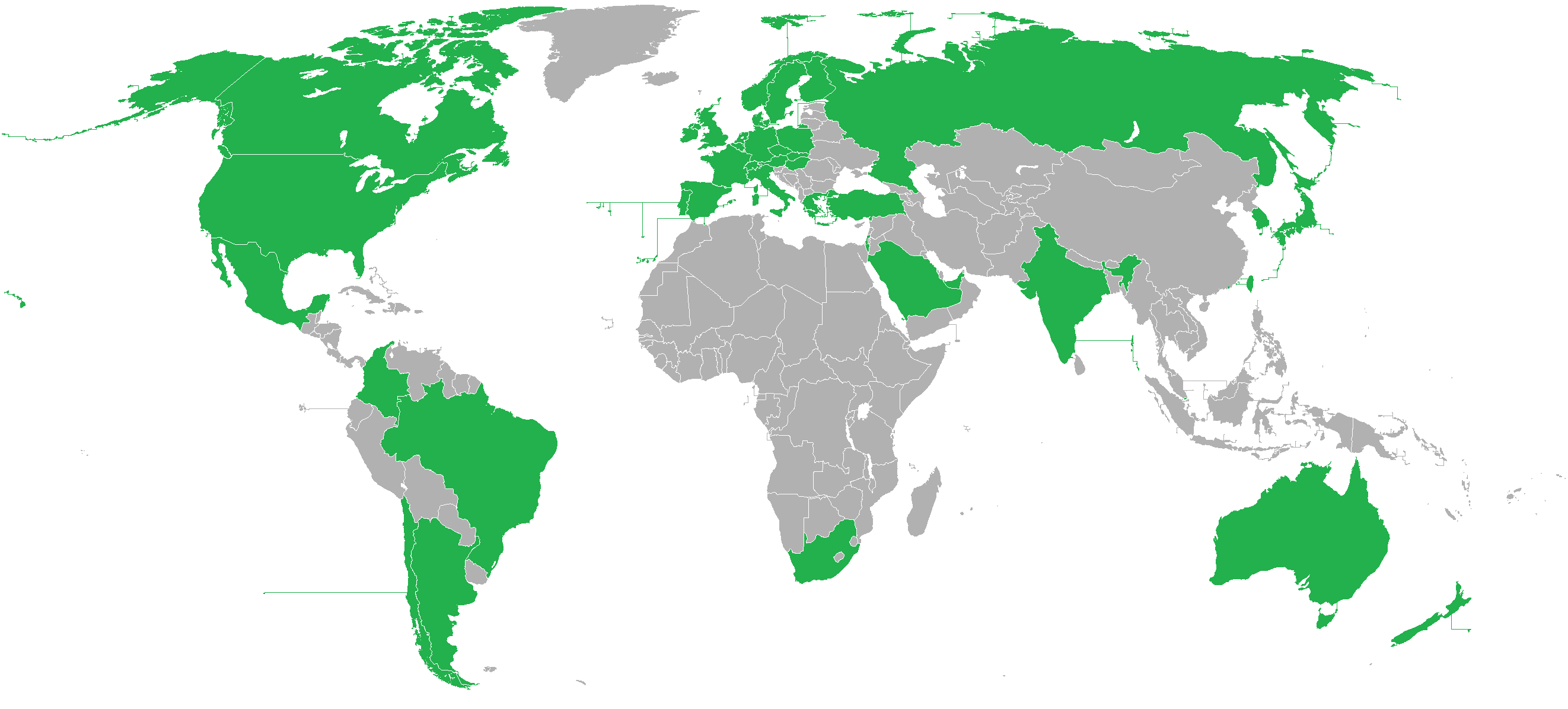
Disponibilidad de Xbox Network en el mundo, (2013).

| - Alemania - Arabia Saudita * - Argentina * - Australia - Austria - Bélgica - Brasil - Canadá - Chile * - China (Sólo disponible para Xbox One y Xbox Series X y S) - Colombia * - Corea del Sur - Dinamarca - Emiratos Árabes Unidos * | - Eslovaquia - España - Estados Unidos - Finlandia - Francia - Grecia - Hong Kong - Hungría - India - Irlanda - Israel - Italia - Japón - México | - Noruega - Nueva Zelanda - Países Bajos - Polonia - Portugal - Reino Unido - República Checa - Rusia * - Singapur - Sudáfrica - Suecia - Suiza - Taiwán - Turquía |

'*': Países o territorios donde se hace la transacción o compra de Xbox Network Gold y Store (incluido Game Pass) únicamente en dólares y no en su divisa oficial de su territorio, a excepción de los Estados Unidos que tienen el dólar como divisa de forma oficial.
En octubre de 2012, Microsoft habilitó en Xbox Network en aquel entonces llamado Xbox Live cuando era únicamente el servicio para la Xbox 360, el sistema de poder emigrar la cuenta a otra región de otra depencia o país, sin embargo, cuando se realiza una emigración (un ejemplo sería migrar una cuenta de México a una región de una cuenta de Francia) una vez hecho el proceso, para poder cambiar nuevamente de región, el tiempo de espera es de 3 meses.
El 20 de octubre de 2012 Xbox Network abrió servidores en Arabia Saudita y Emiratos Árabes Unidos, el 4 de noviembre de 2012 en Argentina e Israel y en diciembre en Eslovaquia y Turquía.
En el 2014 se abrió los servidores de Xbox Network en la República Popular China, únicamente para el servicio de la Xbox One.

## Hardware y accesorios

### Xbox Live Vision
La cámara Xbox Live Vision se anunció en la exposición electrónica Electronic Entertainment Expo de 2006, y fue lanzada el 19 de septiembre de 2006 en Norteamérica, 6 de octubre de 2006 en Europa y Asia, y 2 de noviembre de 2006 en Japón.
Es una pequeña cámara web diseñada específicamente para la consola es compatible con PC. Es utilizada para el video chat que hay en el sitio Xbox Network. La cámara cuenta con una resolución de 640 × 480 de video a 30 fps y es capaz de tomar imágenes fijas de 1,3 mega píxeles.
La cámara Xbox Live Visión viene con un Xbox 360 Headset, un mes gratis de Xbox Network Gold, y dos juegos de Xbox Network Arcade - UNO y TotemBall (ambos en prueba gratuita descarga en el Bazar Xbox Network).

### Messenger Kit

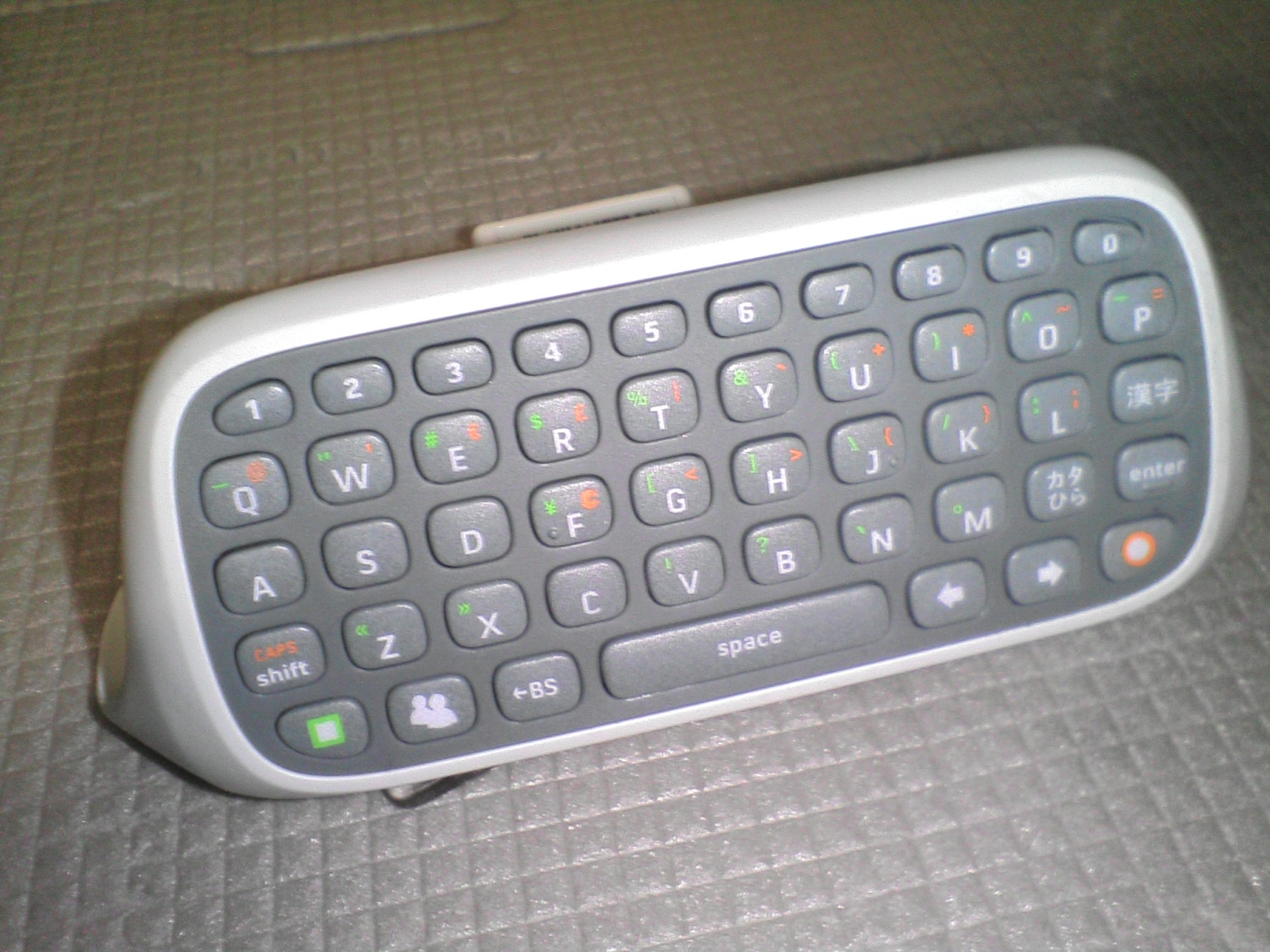
El Chatpad para el control de Xbox 360.

A medida que surgieron nuevas actualizaciones al firmware de la consola, aparecieron nuevos programas que requerían necesariamente de un teclado como es en el caso del programa cliente de mensajería instantánea Windows Live Messenger. En septiembre de 2007 fue puesto a la venta este pequeño teclado.
Se trata de un pequeño teclado que se le añade al Control Xbox 360, se conecta mediante en la ranura del micrófono. Sirve principalmente para escribir con mayor comodidad sin tener que ir seleccionando las letras una por una con los botones de dirección. Este teclado viene con una ranura para poder conectar los Auriculares Xbox 360. Sin embargo también se puede utilizar el teclado de un PC mediante el conector USB.

### Auriculares
- Auriculares Xbox 360: Es una diadema que viene equipada con bocinas, micrófono y regulador de volumen, se conecta mediante el mando y viene en algunas consolas Xbox 360.
- Audífono inalámbrico Xbox 360: es un audífono con micrófono, sirve para conversar y para algunos juegos que requieren micrófono. Este accesorio no necesita ningún tipo de conexión por cable.

## Servicios similares
- Nintendo Network
- PlayStation Network